# Hofje van Tams

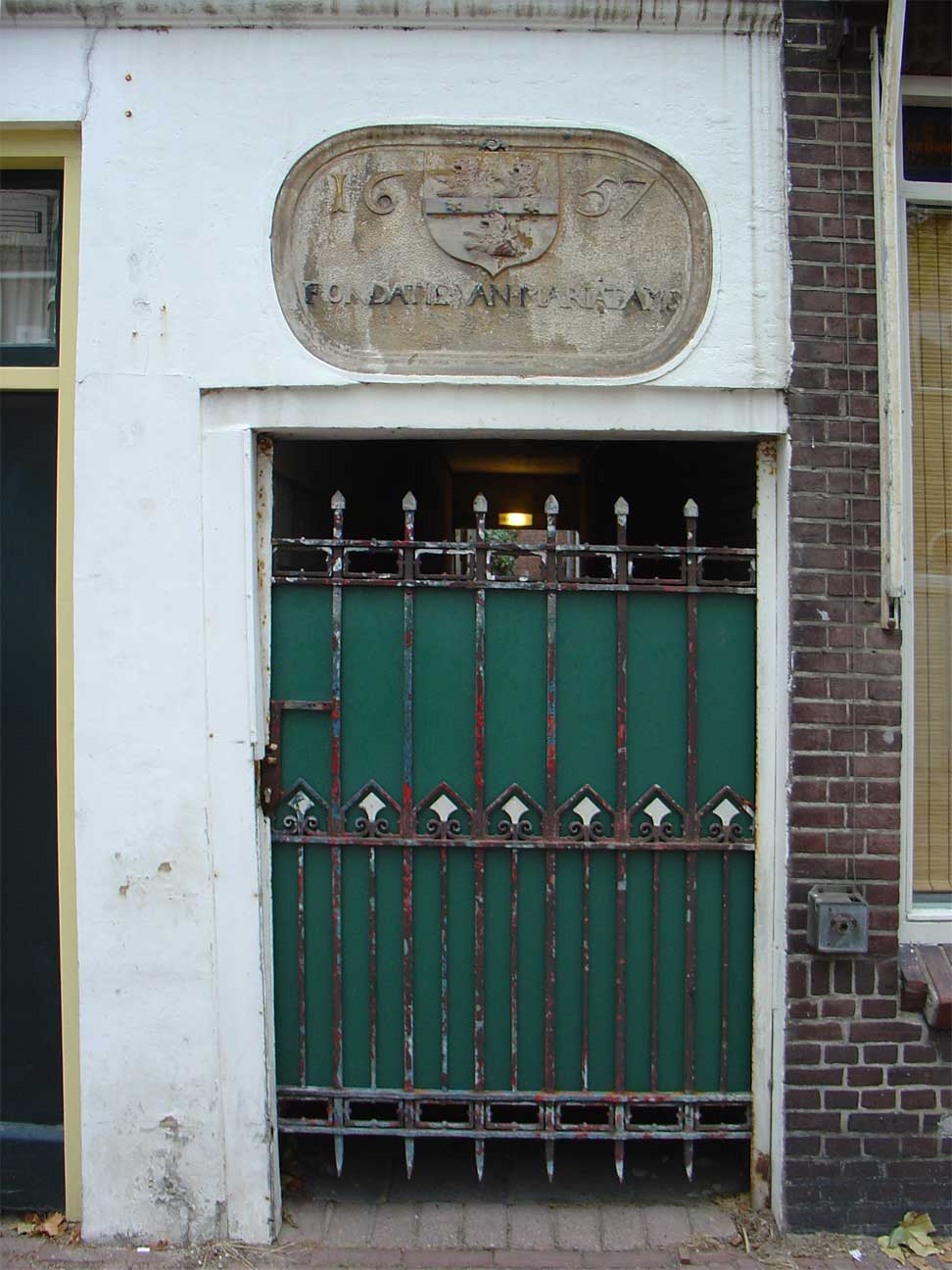
Het poortje van het voormalige Hofje van Tams aan de Nieuwehaven te Gouda

Het Hofje van Tams is een voormalig hofje van barmhartigheid gesticht in 1657 aan de Nieuwehaven in de Nederlandse stad Gouda.
Maria Tams overleed in 1656 als vrijgezel. Zij had daarvoor testamentair bepaald dat een bedrag van ƒ 7.000 uit haar erfenis beschikbaar gesteld zou worden voor de bouw van enkele woningen, waarvan drie voor haar arme bloedverwanten en drie voor arme leden van de Lutherse kerk. Het hofje werd dan ook wel het Lutherse erf genoemd. De bewoners ontvingen jaarlijks tien tonnen turf, acht ponden boter en twee hemden.
De regenten kochten twee huizen aan de noordzijde van de Nieuwehaven en lieten hierachter negen woningen bouwen.. De beide woningen aan de voorzijde van de straat moesten in 1767 vanwege belastingschulden verkocht worden.
De woningen zijn in de vijftiger jaren van de 20e eeuw afgebroken om plaats te maken voor een kantoorgebouw van het ziekenfonds. Het poortje aan de Nieuwehaven (zie afbeelding) is de herinnering aan het hofje, dat zich op deze plek bevond.

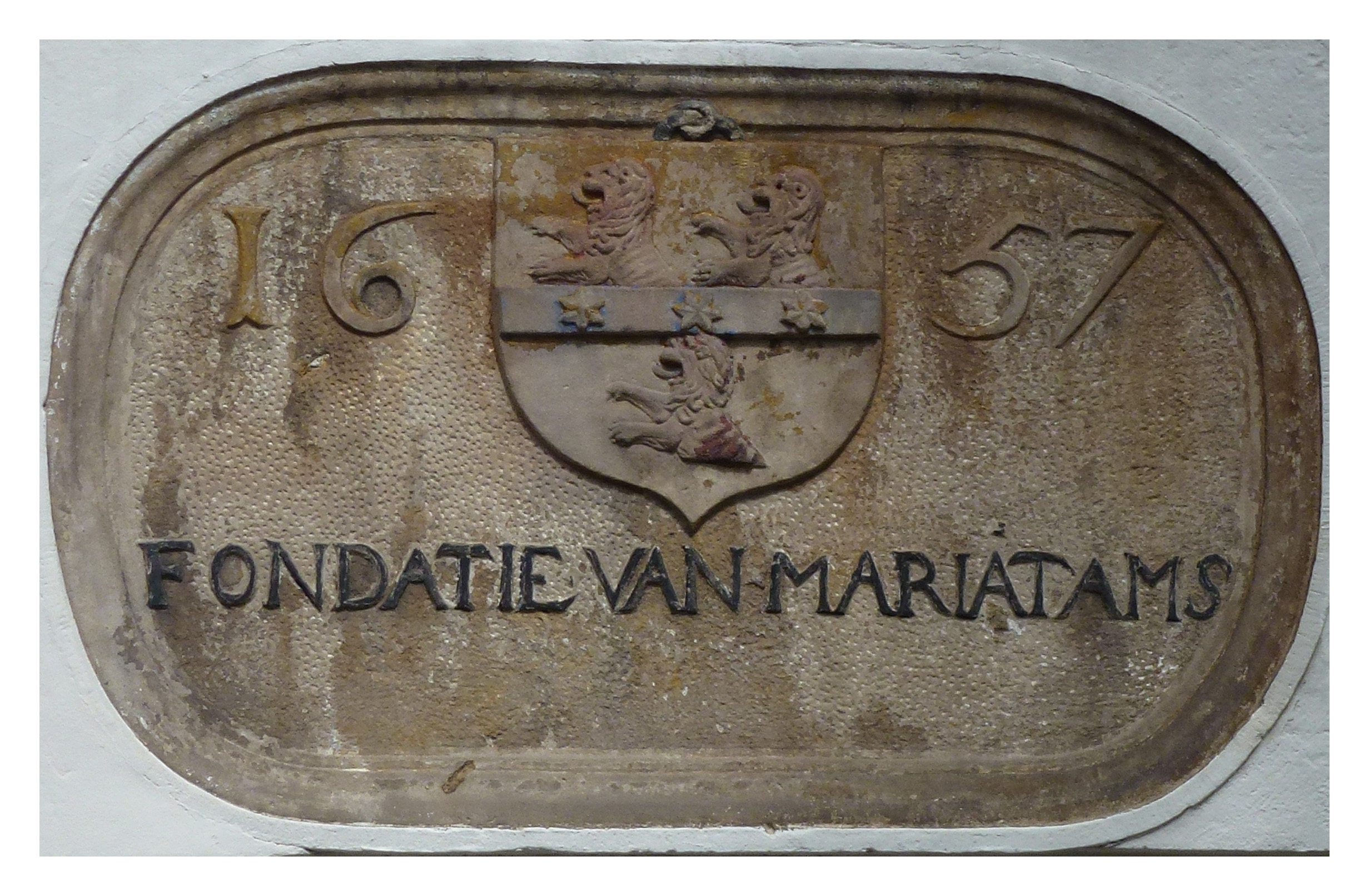
Gevelsteen Fondatie van Maria Tams